# Zapasy na Letnich Igrzyskach Olimpijskich 2004 – kategoria do 55 kg w stylu wolnym
Rywalizacja w wadze do 55 kg mężczyzn w zapasach w stylu wolnym na Letnich Igrzyskach Olimpijskich 2004 została rozegrana 27 i 28 sierpnia. Zawody odbyły się w hali Ano Liosia Olympic Hall w Ano Liosia.
W zawodach wzięło udział 22 zawodników.

## Klasyfikacja[1]
| Pozycja | Nazwisko                | Kraj              |
| ------- | ----------------------- | ----------------- |
|         | Mawlet Batirow          | Rosja             |
|         | Stephen Abas            | Stany Zjednoczone |
|         | Chikara Tanabe          | Japonia           |
| 4       | Amiran Karndanof        | Grecja            |
| 5       | Li Zhengyu              | Chiny             |
| 6       | Kim Hyo-seop            | Korea Południowa  |
| 7       | Ołeksandr Zacharuk      | Ukraina           |
| 8       | O Song-nam              | Korea Północna    |
| 9       | Radosław Welikow        | Bułgaria          |
| 10      | Dilshod Mansurov        | Uzbekistan        |
| 11      | Martin Berberian        | Armenia           |
| 12      | Bajaraagijn Naranbaatar | Mongolia          |
| 13      | René Montero            | Kuba              |
| 14      | Namiq Abdullayev        | Azerbejdżan       |
| 15      | Gierman Kontojew        | Białoruś          |
| 16      | Babak Nurzad            | Iran              |
| 17      | Shaun Williams          | Południowa Afryka |
| 18      | Yogeshwar Dutt          | Indie             |
| 19      | Bauyrżan Orazgalijew    | Kazachstan        |
| 20      | Harun Doğan             | Turcja            |
| 21      | Ghenadi Tulbea          | Mołdawia          |
| 22      | Baszir Ahmad Rahmati    | Afganistan        |

## Zasady
Uczestnicy zostali podzielni na grupy. Najlepszy zawodnik awansował do dalszej rywalizacji w rundzie finałowej
- PP – Na punkty (Pokonany zdobył punkty)
- PO – Na punkty (Pokonany bez punktów)
- PA – Kontuzja
- SP – Przewaga (10 punktów różnicy, pokonany zdobył punkty)
- ST – Przewaga (10 punktów różnicy, przewaga techniczna)
- CP – Punkty
- TP – Punkty techniczne/Czas

## Wyniki[2]

### Grupa 1
| Miejsce | Zawodnik       | Kraj              | W | P | CP | TP |
| ------- | -------------- | ----------------- | - | - | -- | -- |
| 1       | Stephen Abas   | Stany Zjednoczone | 2 | 0 | 6  | 10 |
| 2       | Rene Montero   | Kuba              | 1 | 1 | 4  | 8  |
| 3       | Ghenadi Tulbea | Mołdawia          | 0 | 2 | 1  | 1  |

| Zapaśnik 1     | Zapaśnik 2     | CP  |    | TP  |
| -------------- | -------------- | --- | -- | --- |
| Ghenadi Tulbea | Rene Montero   | 0-3 | PO | 0-5 |
| Stephen Abas   | Ghenadi Tulbea | 3-1 | PP | 6-1 |
| Rene Montero   | Stephen Abas   | 1-3 | PP | 3-4 |

### Grupa 2
| Miejsce | Zawodnik         | Kraj              | W | P | CP | TP |
| ------- | ---------------- | ----------------- | - | - | -- | -- |
| 1       | Li Zhengyu       | Chiny             | 2 | 0 | 6  | 13 |
| 2       | Radosław Welikow | Bułgaria          | 1 | 1 | 5  | 19 |
| 3       | Shaun Williams   | Południowa Afryka | 0 | 2 | 2  | 6  |

| Zapaśnik 1       | Zapaśnik 2       | CP  |    | TP   |
| ---------------- | ---------------- | --- | -- | ---- |
| Radosław Welikow | Shaun Williams   | 4-1 | SP | 13-2 |
| Li Zhengyu       | Radosław Welikow | 3-1 | PP | 8-6  |
| Shaun Williams   | Li Zhengyu       | 1-3 | PP | 4-5  |

### Grupa 3
| Miejsce | Zawodnik                | Kraj             | W | P | CP | TP |
| ------- | ----------------------- | ---------------- | - | - | -- | -- |
| 1       | Kim Hyo-seop            | Korea Południowa | 1 | 1 | 4  | 8  |
| 2       | Bajaraagijn Naranbaatar | Mongolia         | 1 | 1 | 4  | 9  |
| 3       | Babak Nurzad            | Iran             | 1 | 1 | 3  | 6  |

| Zapaśnik 1              | Zapaśnik 2              | CP  |    | TP  |
| ----------------------- | ----------------------- | --- | -- | --- |
| Babak Nurzad            | Bajaraagijn Naranbaatar | 0-3 | PO | 0-6 |
| Kim Hyo-seop            | Babak Nurzad            | 1-3 | PP | 4-6 |
| Bajaraagijn Naranbaatar | Kim Hyo-seop            | 1-3 | PP | 3-4 |

### Grupa 4
| Miejsce | Zawodnik         | Kraj        | W | P | CP | TP |
| ------- | ---------------- | ----------- | - | - | -- | -- |
| 1       | Chikara Tanabe   | Japonia     | 2 | 0 | 6  | 9  |
| 2       | Namiq Abdullayev | Azerbejdżan | 1 | 1 | 4  | 8  |
| 3       | Yogeshwar Dutt   | Indie       | 0 | 2 | 2  | 5  |

| Zapaśnik 1       | Zapaśnik 2       | CP  |    | TP  |
| ---------------- | ---------------- | --- | -- | --- |
| Chikara Tanabe   | Namiq Abdullayev | 3-1 | PP | 5-2 |
| Yogeshwar Dutt   | Chikara Tanabe   | 1-3 | PP | 3-4 |
| Namiq Abdullayev | Yogeshwar Dutt   | 3-1 | PP | 6-2 |

### Grupa 5
| Miejsce | Zawodnik             | Kraj       | W | P | CP | TP |
| ------- | -------------------- | ---------- | - | - | -- | -- |
| 1       | Ołeksandr Zacharuk   | Ukraina    | 2 | 0 | 6  | 7  |
| 2       | Gierman Kontojew     | Białoruś   | 1 | 1 | 4  | 7  |
| 3       | Bauyrżan Orazgalijew | Kazachstan | 0 | 2 | 2  | 2  |

| Zapaśnik 1           | Zapaśnik 2           | CP  |    | TP  |
| -------------------- | -------------------- | --- | -- | --- |
| Ołeksandr Zacharuk   | Bauyrżan Orazgalijew | 3-1 | PP | 3-1 |
| Gierman Kontojew     | Ołeksandr Zacharuk   | 1-3 | PP | 3-4 |
| Bauyrżan Orazgalijew | Gierman Kontojew     | 1-3 | PP | 1-4 |

### Grupa 6
| Miejsce | Zawodnik             | Kraj       | W | P | CP | TP |
| ------- | -------------------- | ---------- | - | - | -- | -- |
| 1       | Mawlet Batirow       | Rosja      | 2 | 0 | 7  | 23 |
| 2       | Dilshod Mansurov     | Uzbekistan | 1 | 1 | 5  | 12 |
| 3       | Baszir Ahmad Rahmati | Afganistan | 0 | 2 | 0  | 0  |

| Zapaśnik 1           | Zapaśnik 2           | CP  |    | TP   |
| -------------------- | -------------------- | --- | -- | ---- |
| Baszir Ahmad Rahmati | Dilshod Mansurov     | 0-4 | ST | 0-11 |
| Mawlet Batirow       | Baszir Ahmad Rahmati | 4-0 | ST | 20-0 |
| Dilshod Mansurov     | Mawlet Batirow       | 1-3 | PP | 1-3  |

### Grupa 7
| Miejsce | Zawodnik         | Kraj           | W | P | CP | TP |
| ------- | ---------------- | -------------- | - | - | -- | -- |
| 1       | Amiran Karndanof | Grecja         | 3 | 0 | 10 | 17 |
| 2       | O Song-nam       | Korea Północna | 2 | 1 | 8  | 8  |
| 3       | Martin Berberian | Armenia        | 1 | 2 | 5  | 9  |
| 4       | Harun Doğan      | Turcja         | 0 | 3 | 1  | 3  |

| Zapaśnik 1       | Zapaśnik 2       | CP  |    | TP   |
| ---------------- | ---------------- | --- | -- | ---- |
| O Song-nam       | Amiran Karndanof | 1-3 | PP | 3-4  |
| Martin Berberian | Harun Doğan      | 3-1 | PP | 5-3  |
| O Song-nam       | Martin Berberian | 3-1 | PP | 5-2  |
| Amiran Karndanof | Harun Doğan      | 4-0 | ST | 10-0 |
| O Song-nam       | Harun Doğan      | 4-0 | PA |      |
| Amiran Karndanof | Martin Berberian | 3-1 | PP | 3-2  |

### Runda finałowa[3]
|  | Ćwierćfinały       | Ćwierćfinały       | Ćwierćfinały |  |  | Półfinały        | Półfinały        | Półfinały      |   |              | Finał                 | Finał                 | Finał                 |
|  |                    |                    |              |  |  |                  |                  |                |   |              |                       |                       |                       |
|  | Stephen Abas       | Stephen Abas       | 6            |  |  |                  |                  |                |   |              |                       |                       |                       |
|  | Li Zhengyu         | Li Zhengyu         | 1            |  |  | Stephen Abas     | Stephen Abas     | 3              |   |              |                       |                       |                       |
|  | Kim Hyo-seop       | Kim Hyo-seop       | 0            |  |  | Chikara Tanabe   | Chikara Tanabe   | 0              |   |              |                       |                       |                       |
|  | Chikara Tanabe     | Chikara Tanabe     | 10           |  |  |                  |                  |                |   | Stephen Abas | Stephen Abas          | 1                     |                       |
|  | Ołeksandr Zacharuk | Ołeksandr Zacharuk | 0            |  |  |                  | Mawlet Batirow   | Mawlet Batirow | 9 |              |                       |                       |                       |
|  | Mawlet Batirow     | Mawlet Batirow     | 4            |  |  | Mawlet Batirow   | Mawlet Batirow   | 7              |   |              |                       |                       |                       |
|  |                    |                    |              |  |  | Amiran Karndanof | Amiran Karndanof | 1              |   |              | Walka o brązowy medal | Walka o brązowy medal | Walka o brązowy medal |
|  |                    |                    |              |  |  |                  |                  |                |   |              |                       |                       |                       |
|  |                    |                    |              |  |  |                  |                  |                |   |              | Chikara Tanabe        | Chikara Tanabe        | 7                     |
|  |                    |                    |              |  |  |                  |                  |                |   |              | Amiran Karndanof      | Amiran Karndanof      | 0                     |

|  |              |              |   |
|  | o 5 miejsce  |              |   |
|  |              |              |   |
|  |              |              |   |
|  |              |              |   |
|  | Li Zhengyu   | Li Zhengyu   | 6 |
|  | Li Zhengyu   | Li Zhengyu   | 6 |
|  | Kim Hyo-seop | Kim Hyo-seop | 4 |
|  | Kim Hyo-seop | Kim Hyo-seop | 4 |
|  |              |              |   |